# Aristobia approximator
Aristobia approximator es una especie de escarabajo longicornio del género Aristobia, subfamilia Lamiinae. Fue descrita científicamente por Thomson en 1865.
Se distribuye por Camboya, China, India, Laos, Malasia, Birmania, Nepal, Tailandia y Vietnam. Mide 18-36 milímetros de longitud. El período de vuelo ocurre en los meses de marzo, abril, mayo, junio, julio, agosto, septiembre, octubre, noviembre y diciembre.

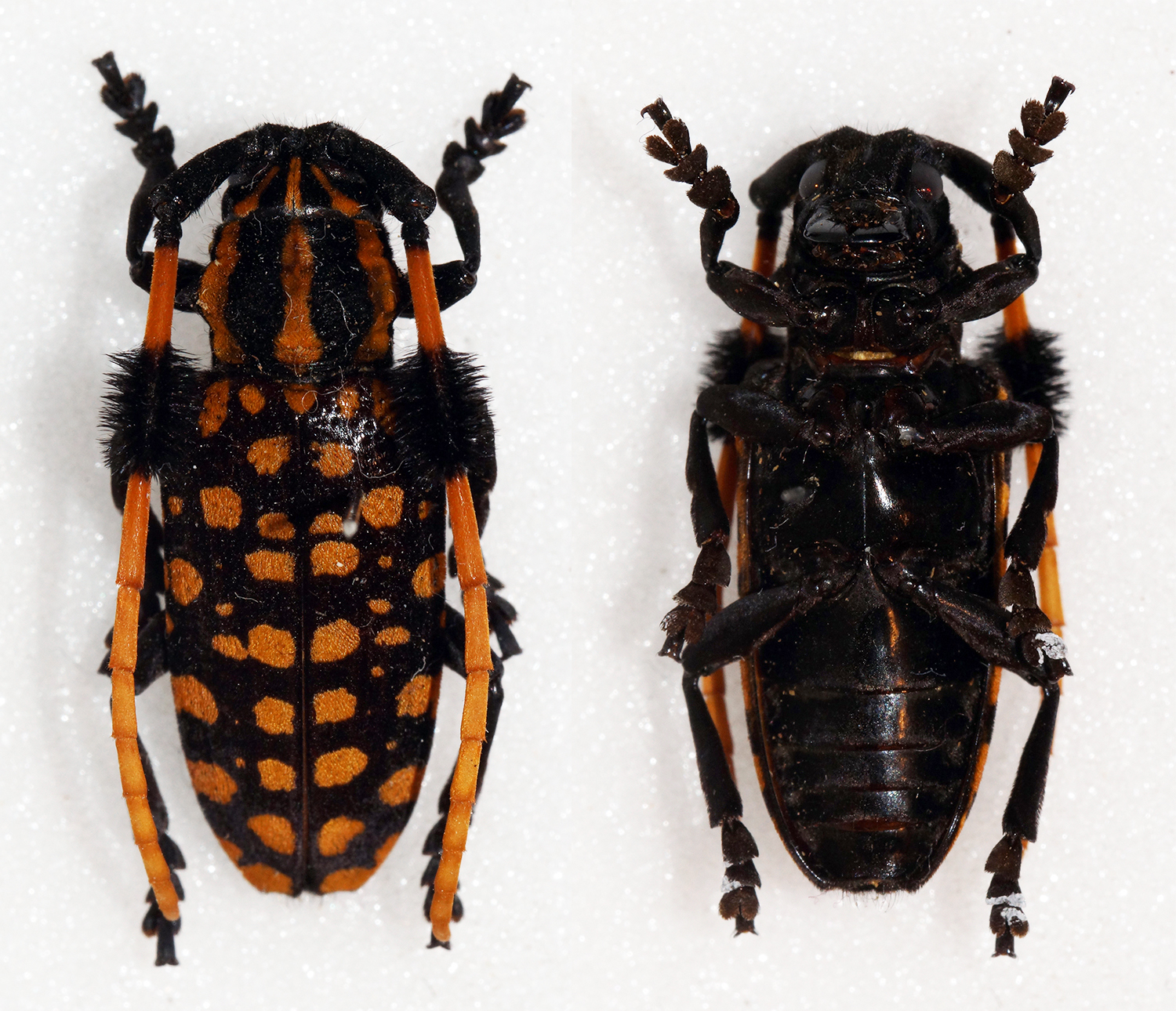
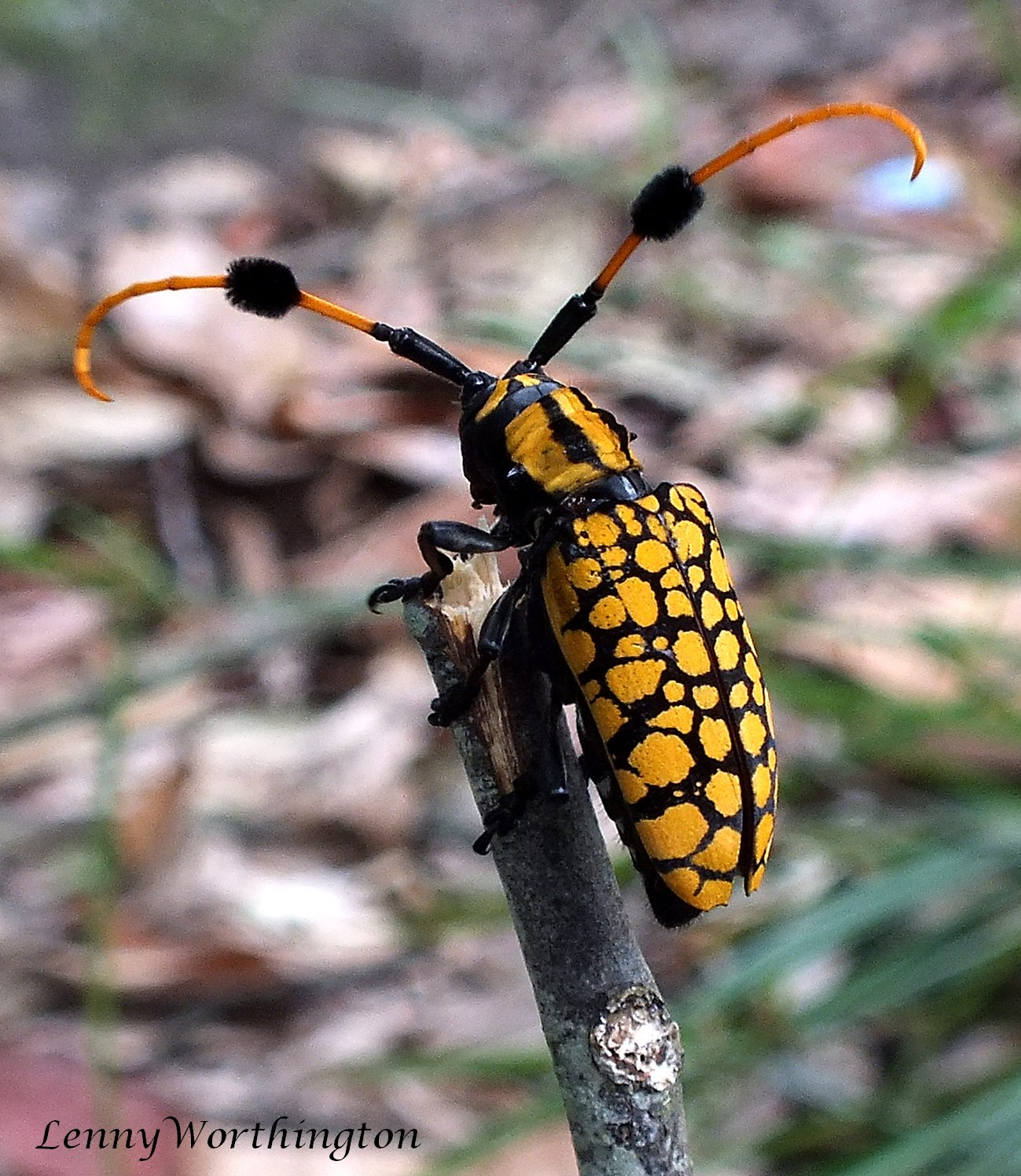
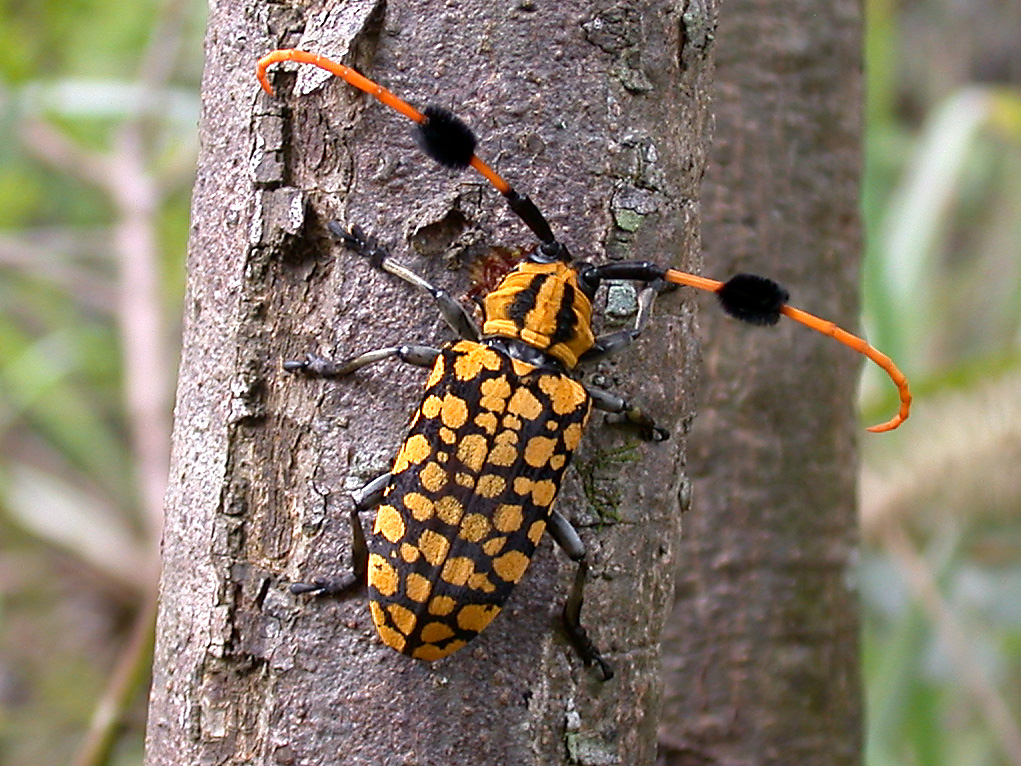
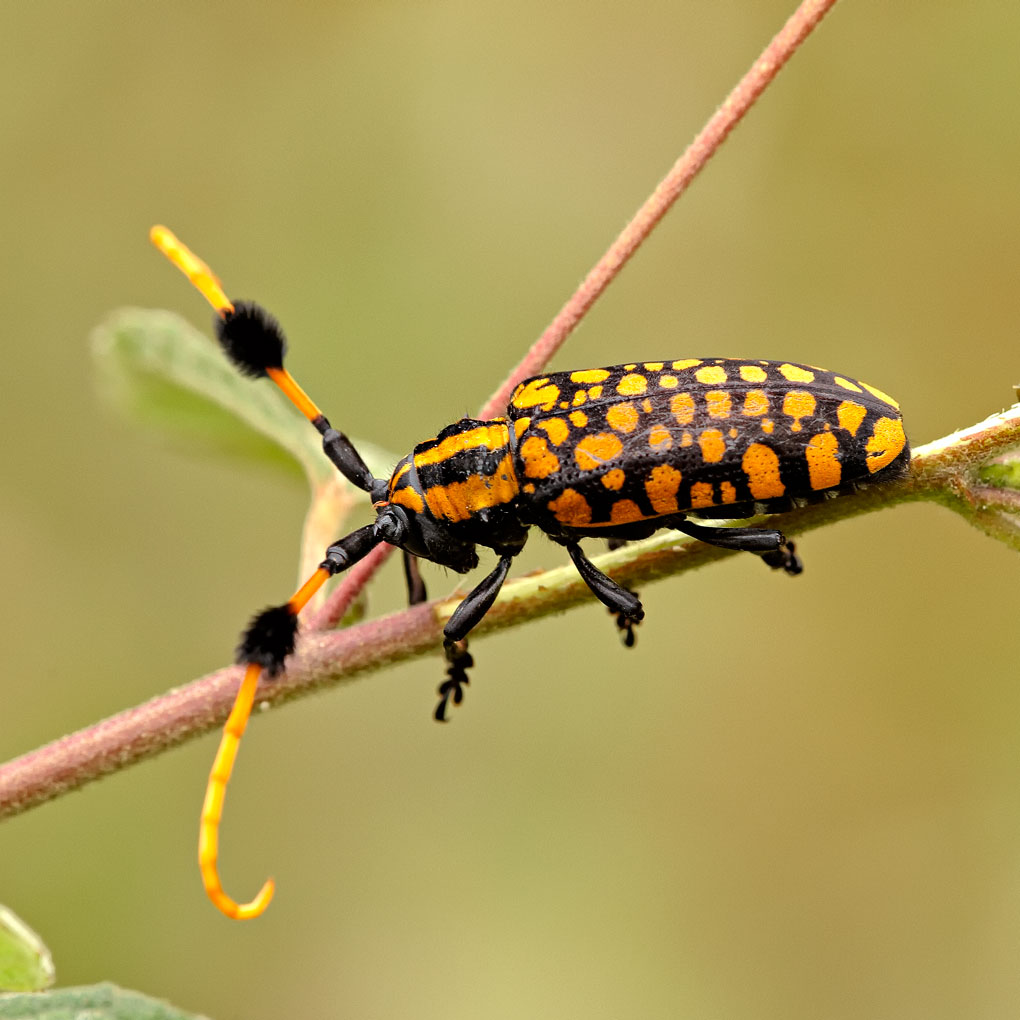